# فالديروبيو
بلدية فالديروبيو (بالإسبانية: Valderrubio) أو الشكروجة هي بلدية تقع في مقاطعة غرناطة التابعة لمنطقة أندلوسيا جنوب إسبانيا.

## الديموغرافيا
بلغ عدد سكان بلدية فالديروبيو 2.170 نسمة عام 2010 (وفقاً للمعهد الوطني الإسباني للإحصاء).